# بوتري إندونيسيا 2018
بوتري إندونيسيا 2018 هي نسخة الثانية والعشرين في تاريخ مسابقة بوتري إندونيسيا منذ انطلاقتها عام 1992 ، أقيمت المسابقة في 9 مارس 2018. في مركز جاكرتا للمؤتمرات في جاكرتا ، إندونيسيا ، في مسابقة شهدت مشاركة 38 متسابقة أخرى للفوز بلقب ملكة جمال إندونيسيا 2018 ، في نهاية الحدث توجت سونيا فيرجينا سيترا من بانغكا بيليتونغ ، من قبل بونجا جيليثا حاملة لقب بوتيري إندونيسيا 2017 من منطقة جاكرتا ، لتحصل على فرصة تمثيل بلدها إندونيسيا في مسابقة ملكة جمال الكون 2018.
حصلت على لقب بوتيري إندونيسيا لينكونان، فانيا فيتريانتي هيرلامبانغ من بانتين، لتمثل البلد في مسابقة ملكة جمال الدولية 2018 فيما حصلت ويلدا أوكتافيانا سيتونغكير من غرب كاليمانتان على لقب بوتري إندونيسيا باريويزاتا لتمثل بلدها إندونيسيا في مسابقة ملكة جمال سوبرناشونال 2018 .

## النتائج

### المراكز النهائية
| النتائج النهائية                                             | المتنافسة |
| ------------------------------------------------------------ | --- |
| بوتري إندونيسيا (ملكة جمال إندونيسيا)                        | - جزر بانغكا بليتونغ - سونيا فيرجينا سيترا |
| بوتيري إندونيسيا لينكونان (ملكة جمال إندونيسيا العالمية)     | - بنتن - فانيا فيتريانتي هيرلامبانغ |
| بوتري إندونيسيا باريويزاتا (ملكة جمال إندونيسيا سوبرناشونال) | - كالمنتان الغربية - وايلد أوكتافيانا سيتونغكير |
| بوتري إندونيسيا بيرداميان (الوصيفة بوتيري إندونيسيا)         | - يوغياكارتا - ديلا فضيلة |
| أفضل 6                                                       | - سومطرة الجنوبية - بيرليانا بيرماتاساري - جاوة الوسطى - كيدونغ باراماديتا |
| أفضل 11                                                      | - سومطرة الغربية - رستي أسدا باروانتي - لامبونغ - سافيره بيلا سوكما - منطقة العاصمة الخاصة الثانية - أستي وولان ادنينغير - منطقة العاصمة الخاصة الرابعة - جيسلين ليم - منطقة العاصمة الخاصة السادسة - كارينا فريزا باسروان § |